# Julia Dupuy
Julia Paz Dupuy (Buenos Aires, 9 de febrero de 2000) es una futbolista de futsal argentina, capitana de la selección de futsal Sub-20 de Argentina y actual jugadora de Poio Pescamar FS de la Primera División de Fútbol Sala Femenino de España. Antes jugó en Club Atlético Boca Juniors, Sportivo Barracas, Racing Club de Avellaneda, Olimpus Roma y New Team Noci.

## Clubes
| Club                       | País      | Año               |
| -------------------------- | --------- | ----------------- |
| Club Atlético Boca Juniors | Argentina | 2016 - 2017       |
| Sportivo Barracas          | Argentina | 2017 - 2018       |
| Racing Club de Avellaneda  | Argentina | 2018 - 2019       |
| Olimpus Roma               | Italia    | 2019              |
| New Team Noci              | Italia    | 2019              |
| Poio Pescamar FS           | España    | 2020 - Actualidad |

## Selección nacional
| Campeonato                                         | Sede      | Resultado    | Partidos | Goles |
| -------------------------------------------------- | --------- | ------------ | -------- | ----- |
| Juegos Suramericanos de Cochabamba - ODESUR - 2018 | Bolivia   | 4° lugar     |          |       |
| Sudamericano Sub-20 Femenino de Futsal - 2018      | Chile     | 5° lugar     |          |       |
| Copa América Femenina de Futsal 2019               | Paraguay  | Subcampeonas |          | 2     |
| Copa América Femenina de Futsal 2023               | Argentina | Subcampeonas |          |       |

## Trayectoria
Comenzó a jugar al fútbol desde muy pequeña de modo amateur, hasta llegar al Club Atlético Boca Juniors, en la Cuarta del futsal femenino de Boca, con 14 años, fue la goleadora del equipo campeón 2014 y luego formó parte del equipo de fútbol 11 en ese mismo club. Su carrera deportiva siguió en Sportivo Barracas y ya en Racing Club su desarrollo definitivo en el FUTSAL.
Desde 2018 comenzó a formar parte de la Selección femenina de fútbol sala de Argentina donde participó de los Juegos Suramericanos de Cochabamba 2018 y obtuvo el 4.º lugar con ese equipo. Ese mismo año fue convocada para participar del Sudamericano Sub-20 Femenino de Futsal que se disputó en Chile y en 2019 integró el equipo que obtuvo el segundo puesto en la Copa América de Futsal 2019.
Con 18 años de edad, Dupuy emigró a la Serie A de Italia para jugar en Olimpus Roma, New Team Noci. Actualmente juega en la Primera División de Fútbol Sala Femenino de España, en el Poio Pescamar FS.